# Shovel Knight
Shovel Knight är ett sidscrollande 2D-plattformsspel utvecklat och utgivet av indiespelutvecklaren Yacht Club Games. Efter en framgångsrik Kickstarter-kampanj släpptes spelet till Microsoft Windows, Nintendo 3DS och Wii U i juni 2014 och portade spelet till OS X och Linux följde i september samma år. Portningar till Playstation 3, Playstation 4 och Playstation Vita släpptes den 21 april 2015, och en Xbox One-version släpptes den 29 april samma år. En japansk version av spelet har bekräftats, men har ännu inte släppts. Shovel Knight har tagit inspiration från spelmekaniken och grafiken som ses i plattformsspel som utvecklats för Nintendo Entertainment System. Spelet fick positiv kritik och har vunnit flera spelutmärkelser.